# Peigne de fréquences optiques
Pour les articles homonymes, voir fréquence (homonymie).

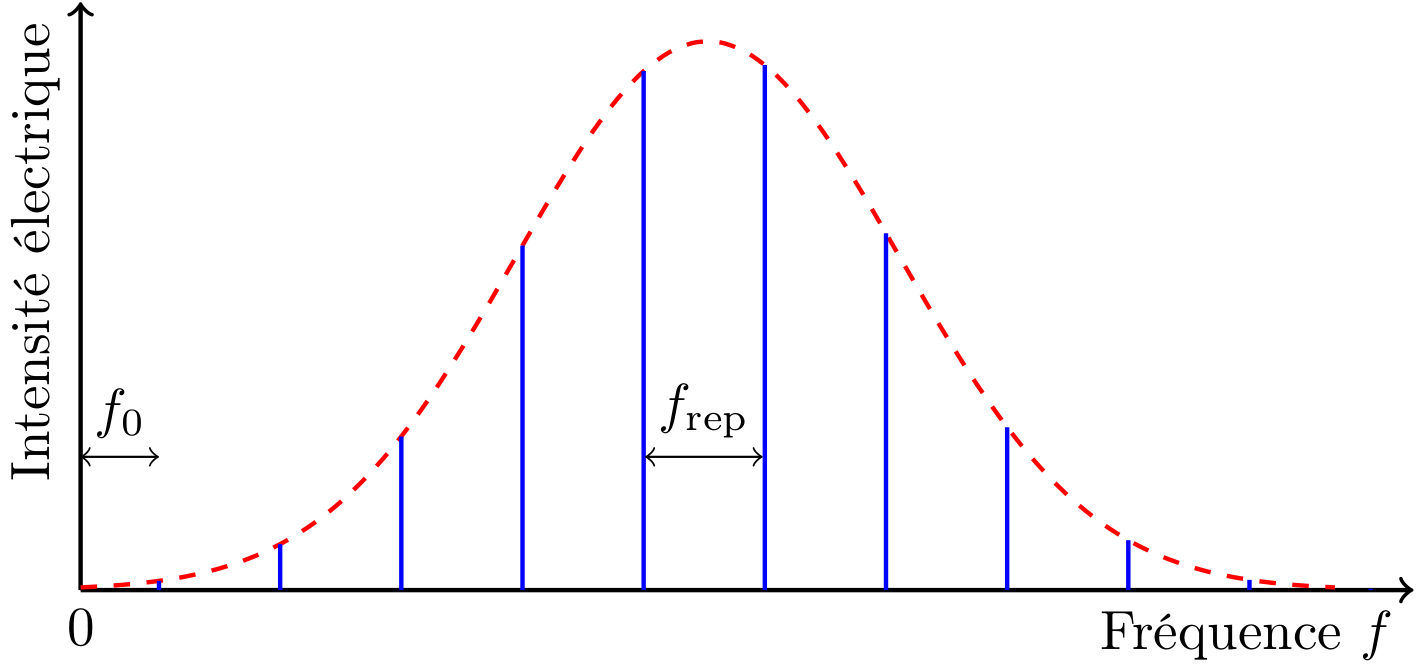
Schéma représentant les caractéristiques du spectre associé à un train d'impulsions à modes bloqués, c'est-à-dire un peigne de fréquences. En pointillés rouge est représenté l'enveloppe du spectre. En bleu est représenté les composantes du spectre (les dents du peigne).

Un peigne de fréquences est la structure spectrale d'une source optique spécifique. Celle-ci est composée d'une succession de fréquences discrètes régulièrement espacées, aussi appelées les raies ou « dents » du peigne. À l'opposé d'un arc-en-ciel qui est un spectre lumineux constitué d'une infinité de fréquences, un peigne de fréquences n'en possède qu'un nombre fini et dénombrable.
Ce type de spectre est généralement obtenu à l'aide d'un laser à modes bloqués, comme un laser femtoseconde émettant un train d'impulsions ou bien par modulation d'un laser continu. Les peignes de fréquences sont également connus sous le nom de peignes de Dirac mais cette dénomination est plutôt employée dans le domaine des mathématiques que de la physique.

## Définition mathématique et physique
Dans le domaine de la physique, un peigne de fréquences est généralement assimilé au spectre associé à un train d'impulsions bloqué en phase, c'est-à-dire à la transformée de Fourier du train. Il est toutefois à noter que d'autres types de sources optiques peuvent produire un spectre en forme de peigne, comme un laser modulé en phase.
Mathématiquement, un peigne de fréquences ou peigne de Dirac, est une distribution périodique usuellement notée Ш « sha », que l'on peut exprimer sous la forme suivante :{\displaystyle \mathrm {III} _{f_{r}}(f)=\sum _{n=-\infty }^{\infty }\delta (f-nf_{r})={\frac {1}{f_{r}}}\sum _{n=-\infty }^{\infty }e^{2i\pi n{\frac {f}{f_{r}}}}\quad .}
Lorsque cette relation est utilisée en physique des lasers pour décrire un spectre, il doit être considéré la fréquence porteuse du laser {\displaystyle f_{p}}, l'enveloppe du spectre {\displaystyle {\tilde {A}}} et un possible décalage de phase {\displaystyle \varphi } entre la porteuse et l'enveloppe. Le champ électrique {\displaystyle {\tilde {E}}} du spectre s'écrit alors :
{\displaystyle {\tilde {E}}(f)\propto {\tilde {A}}(f-f_{p})\mathrm {III} _{f_{r}}(f-f_{0})}
où {\displaystyle f_{0}=f_{r}{\frac {\varphi }{2\pi }}} et correspond à un décalage globale du peigne par rapport à l'origine des fréquences. Cette forme permet de mettre en évidence une des caractéristiques principales d'un peigne qui est que sa {\displaystyle n}-ième composante spectrale de fréquence {\displaystyle f_{n}} peut être décrite par la relation mathématique suivante :
{\displaystyle f_{n}=f_{0}+nf_{r}\quad .}
De cette relation, il est possible de voir que les fréquences optiques {\displaystyle f_{n}} du peigne (dont l'ordre de grandeur est la centaine de térahertz) sont reliées aux fréquences {\displaystyle f_{0}} et {\displaystyle f_{r}} qui appartiennent au domaine des radio-fréquences (ordre de grandeur du gigahertz). Ainsi, l'ensemble des fréquences optiques est entièrement caractérisé par deux fréquences appartenant à un domaine où il est aisé d'effectuer des mesures précises avec de l'électronique, ce qui n'est pas le cas des fréquences optiques car leurs oscillations trop rapides dépassent physiquement les capacités de détection possible de l'électronique.

## Histoire
La découverte des peignes de fréquences coïncide avec la construction du premier laser à modes bloqués par Logan E. Hargrove et al. en 1964. C'est surtout dans les années 1990, lors de la démocratisation des lasers femtosecondes, que les peignes de fréquences trouvent un certain regain d'intérêt, notamment pour la métrologie des fréquences optiques.
Les travaux de John L. Hall et Theodor W. Hänsch associés aux peignes de fréquences et ses applications ont valu pour chacun de ces physiciens un quart du prix Nobel de physique de 2005 « pour leurs contributions au développement de la spectroscopie de précision au laser, incluant la technique du peigne de fréquence optique,, ».
En 2007, les récentes cavités optiques de types micro-résonateurs sont utilisées pour la génération de peignes par effet Kerr, ce qui permet d'obtenir des fréquences de répétitions élevées de plusieurs dizaines de GHz, performances très difficiles à atteindre avec des lasers plus conventionnels .

## Principes

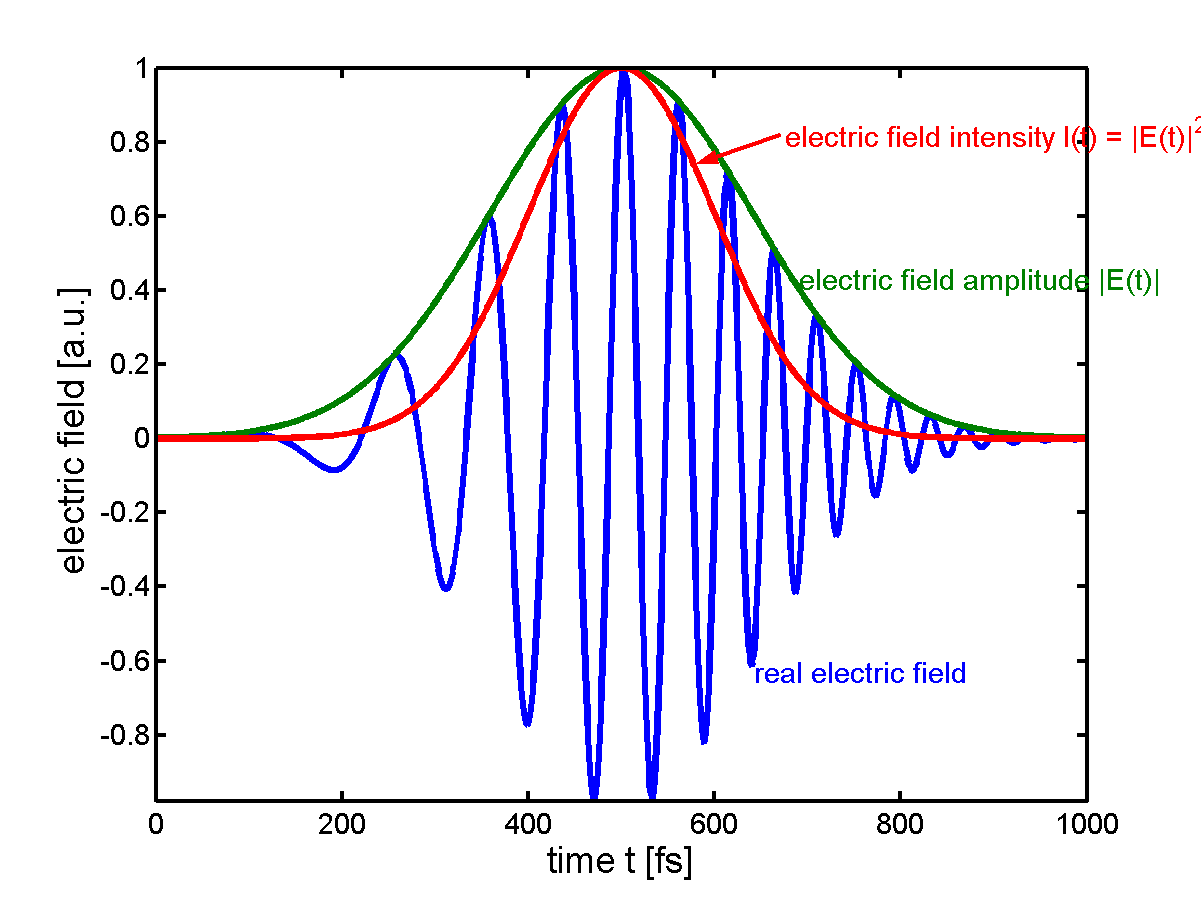
Une impulsion ultra-courte de lumière dans le domaine du temps. Dans cette image, l'amplitude et l'intensité sont des fonctions gaussiennes. L'auteur de cette image a décidé de faire correspondre le maximum de la fonction avec le maximum de l'enveloppe.

Une impulsion isolée d'un laser à modes bloqués présente un spectre continu. Toutefois, le spectre associé au train d'impulsions délivré par le même laser présente une structure en forme de peigne. L'explication se situe au niveau du fait qu'un train d'impulsions peut être considéré comme la convolution d'une impulsion isolée avec un peigne de Dirac. En prenant ensuite la transformée de Fourier d'un tel ensemble, nous obtenons que le spectre dispose d'une forme de peigne car la transformée de Fourier d'un peigne de Dirac est un peigne de Dirac (voir l'article sur le peigne de Dirac pour la démonstration mathématique). De plus, le résultat montre que l'enveloppe du peigne est égale à l'enveloppe du spectre d'une impulsion isolée.
Pour être utilisable, il est nécessaire de connaître avec précision les caractéristiques complètes du peigne, c'est-à-dire {\displaystyle f_{0}} et {\displaystyle f_{\text{rep}}}. Dans ce cas, le peigne est alors dit référencé. Pour ce faire, les fréquences {\displaystyle f_{0}} et {\displaystyle f_{\text{rep}}} doivent être mesurées. La fréquence de répétition est mesurable avec une photodiode rapide : en détectant l'intervalle de temps {\displaystyle \tau } entre deux impulsions successives du train d'impulsions, il est aisé de remonter à {\displaystyle f_{\text{rep}}} car nous avons {\displaystyle f_{\text{rep}}=\tau ^{-1}}. La fréquence de décalage à l'origine est plus complexe à déterminer puisqu'elle nécessite de disposer d'un peigne dont le spectre s'étale sur une octave, c'est-à-dire un spectre contenant au moins une fréquence et son double. Pour ce faire, il est nécessaire d'avoir recours à des techniques d'optique non-linéaire.

## Mécanismes de génération de peignes de fréquences
Bien qu'un peigne de fréquences soit le spectre produit par un laser à modes bloqués, il existe d'autres mécanismes permettant de générer un peigne de fréquences.

## Applications

### Métrologie des fréquences optiques
La métrologie des fréquences optiques fut historiquement un des premiers domaines d'applications des peignes de fréquences. Une onde lumineuse pouvant contenir plus d'un million de milliards (1015) d'oscillations ou cycles par seconde, ceci rend en général impossible la détermination de sa fréquence avec précision. Ce fait est en particulier vrai pour les ondes dont la fréquence est de plusieurs dizaines voire centaines de THz car les instruments standards (basés sur l'électronique) sont incapables de suivre les oscillations de la lumière. Pour contourner cette limitation, il est possible d'utiliser un peigne de fréquences référencé.
L'idée est d'utiliser un peigne en tant qu'étalon pour ensuite mesurer une différence de fréquences plutôt que la fréquence inconnue elle-même, ce qui rend plus accessible les mesures.

### Spectroscopie
La spectroscopie est un domaine d'études où les peignes de fréquences peuvent être utilisés. Il existe une technique bien particulière pour cette application nommée « spectroscopie à deux peignes de fréquences »,. Comme son nom l'indique, cette technique emploie deux peignes de fréquences mais dont l'un des peignes possède une fréquence de répétition légèrement différente par rapport à l'autre peigne. Il est couramment noté qu'un des deux peignes a une fréquence de répétition {\displaystyle f_{\text{rep}}} et l'autre peigne une fréquence de répétition {\displaystyle f_{\text{rep}}+\Delta f_{\text{rep}}} avec {\displaystyle \Delta f_{\text{rep}}} une fréquence positive donnant l'écart de fréquence de répétition entre les deux peignes.
Si les deux peignes de fréquences présentent une relation de cohérence, ils peuvent alors interférer. Le signal d'interférence est un troisième peigne de fréquences dont la forme est équivalente aux deux premiers peignes, mais dont les fréquences se situent dans le domaine des radio-fréquences, ce qui rend la détection beaucoup plus aisée. Les peignes optiques sont dits démultipliés dans le domaine radio-fréquences.
Si les peignes optiques présentent un signal d'absorption due à l’interaction avec un gaz ou liquide, le peigne radio-fréquences présentera aussi ce signal d'absorption. Il est donc possible de détecter la signature d'un gaz en ne détectant uniquement que le signal radio-fréquences.
Une difficulté majeure de la technique est de produire deux peignes de fréquences optiques présentant une relation de cohérence.

### Instrumentation
Les peignes de fréquences peuvent être utilisés pour calibrer des instruments servant à la détection d'exoplanètes.

### Traitement du signal
Dans le domaine des grandes longueurs d'onde, un filtre en peigne permet de traiter un signal optique en ajoutant une version retardée du signal à lui-même, provoquant des interférences destructives ou constructives. La réponse en fréquence du filtre se présente sous la forme d'une série de pics régulièrement espacés, d'où le nom de « filtre en peigne ». Un filtre de ce type peut être implanté sous une forme discrète ou continue dans le temps.

### Autres
Ils sont sans doute très nombreux, mais on peut déjà citer :
- mesure physiques et de phénomènes lumineux ou d'éléments chimiques, création de détecteurs chimiques de haute précision, permettant par exemple la mesure fine de la pollution de l'air, de l'eau ou d'aliments, la détection de gaz chimiques (armes chimiques, d'explosifs, d'émissions accidentelles, de toxiques ou biomarqueurs (du cancer par exemple) présents dans l'haleine d'un patient..) ;
- amélioration de plusieurs ordres de grandeur de la sensibilité et de la portée d'instruments télémétriques utilisant la lumière (instruments de type « lidar »);
- augmentation (de plusieurs ordres de grandeur) de la quantité d'information transportable par une même fibre optique
- amélioration de la microscopie optique
- mesure améliorée du temps (horloges atomiques encore plus précises ; utilisant le peigne de fréquence optique pour décompter les oscillations de lumineuses et les convertir en un signal temporel ultra-précis);
- mesure spatiale améliorée de plusieurs ordres de grandeur, avec applications possibles dans le domaine du GPS;
- création de synthétiseurs de fréquences optiques ultra-précises, permettant l'amélioration de la mesure dans le domaine des nanotechnologies et de la femtochimie
- création de super-lasers groupant les émissions de plusieurs lasers à peignes de fréquence en un flot unique, mais cohérent et organisé, d'impulsions lumineuses. Potentiellement tout le spectre électromagnétique (du rayon X à l'onde radio en passant par l'infrarouge devrait ainsi pouvoir être contrôlé et utilisé)
- analyse de nanophénomènes d'origines biologiques, biochimiques (intérêt pour l'étude des virus par exemple).
- manipulation cohérente d'atomes (pour l'information quantique ou d'autres objectifs).
- ordinateurs optiques, cryptage informatique
- etc.

Prospective :
- Il semble également possible de contrôler ou catalyser certaines réactions chimiques aux nano-échelles grâce à des peignes de fréquence optique (réactions dites ultrafroides). Certains chercheurs espèrent aussi ainsi pouvoir contrôler des réactions biochimiques